# 1694 Кайзер
1694 Кайзер (1694 Kaiser) — астероїд головного поясу, відкритий 29 вересня 1934 року. Названий на честь нідерландського астронома Фредеріка Кайзера.
Тіссеранів параметр щодо Юпітера — 3,459.